# Hybalus raffrayi
Hybalus raffrayi är en skalbaggsart som beskrevs av Gilbert John Arrow 1911. Hybalus raffrayi ingår i släktet Hybalus och familjen Orphnidae. Inga underarter finns listade i Catalogue of Life.